# Единицы измерения объёма выполненного перевода
Объём письменного перевода может оцениваться либо по времени, затраченному на перевод, либо по объёму текста. В первом случае единицей измерения служит час (астрономический). Применяется относительно редко, в основном, когда переводятся изменения и дополнения в существующий текст, то есть когда затруднительно определить объём переводимого или переведённого текста.
В п. 3.3.6 документа «Письменный перевод. Рекомендации переводчику и заказчику», утверждённого Правлением Союза переводчиков России (СПР) 14 мая 2004 года, говорится следующее:
Цена перевода устанавливается заказчиком и переводчиком на основе ставки вознаграждения за слово, строку, условно-стандартную (учетную) страницу, содержащую определенное количество печатных знаков (символов), или авторский лист исходного либо переводного текста, почасовой ставки (например, при выполнении дополнительных видов работ) или на основе аккордной оплаты — по договоренности сторон.
Подсчёт может осуществляться по объему либо исходного, либо переводного текста. Поскольку исходный текст нередко имеется только на бумаге, что затрудняет подсчёт, а также, поскольку продуктом труда переводчика является текст перевода, то на практике преобладает подсчёт на основе конечного переводного текста.
В разных странах исторически сложились различные единицы измерения объёма текста письменного перевода. В одних странах стоимость перевода принято указывать за одно слово без учёта количества букв в нём (США, Франция, Швеция и многие другие), в других — за тысячу слов (Великобритания и Ирландия), в третьих — за одну строку, причём в типовой строке насчитывается 55 символов (Германия).

## В России и СНГ
В России и других странах СНГ обычно за основу берется условно-стандартная (учетная) страница, содержащая определенное количество печатных знаков (символов), иногда — авторский лист.

### Условно-стандартная страница
Одна условно-стандартная страница в большинстве случаев включает 1800 печатных знаков готового перевода (либо 1620 знаков исходного текста). Печатными знаками считаются все видимые печатные знаки (буквы, знаки препинания, цифры и т. п.) и каждый пробел между словами. Число знаков в документе легко определяется программными средствами (например, с помощью функции «Статистика» (англ. Word Count) текстового процессора Microsoft Word).
Исторически такая единица измерения восходит к стандартной странице машинописного текста (58—60 символов в строке, 28—30 строк на странице). В п 1.6 постановления Госкомтруда СССР об учёте труда машинисток указывается, что нормально заполненной считается страница, на которой размещается 29—31 строка (1860 знаков) при печатании через 2 интервала, 38—41 строка (2450 знаков) — через 1,5 интервала или 58—61 строка (3630 знаков) — через 1 интервал с учетом того, что каждая строка включает 60—64 печатных знака (удара) при наличии полей согласно ГОСТ 6.39—72: с левой стороны размером 35 мм, с правой стороны — 8 мм, сверху — 20 мм и снизу — не менее 19 мм.
Несмотря на то, что размер условно-стандартной (учётной) страницы в 1800 знаков с пробелами не зафиксирован в нормативных документах, он статистически наиболее распространён и становится фактическим стандартом на рынке переводов в России.

### Авторский лист
Объем выполненного перевода художественных текстов традиционно измеряется в авторских листах. В СССР объём технических текстов также измерялся в авторских листах. Авторский лист — единица измерения объёма литературного произведения, равная 40 тысяч печатных знаков (включая пробелы между словами), или 700 строкам стихотворного материала, или 3 тысячам см² отпечатанного графического материала (иллюстраций, карт и т. п.) (БСЭ). В России нормативными документами, регулирующими труд автора и переводчика, являются «Инструкция по исчислению объема литературного произведения в авторских листах», утверждённая приказом ОГИЗ № 51 от 22 февраля 1940 года, действие которой было подтверждено письмом Министерства печати и телерадиокоммуникаций № 26.14-16090.26-10700 от 19 октября 2001 года, и ОСТ 29.130-97 «Количественные параметры издания» (п. 5.1).

### Почасовая ставка
При выполнении дополнительных видов работ (редактирование, внесение изменений в перевод, форматирование) часто в основе измерения лежит затраченное время, в таком случае труд переводчика оплачивается по согласованным почасовым ставкам.